# Expansion du christianisme au Moyen Âge
 (novembre 2020).
Si vous disposez d'ouvrages ou d'articles de référence ou si vous connaissez des sites web de qualité traitant du thème abordé ici, merci de compléter l'article en donnant les références utiles à sa vérifiabilité et en les liant à la section « Notes et références ».
L'expansion du christianisme au Moyen Âge peut se diviser en trois périodes : celle de la conversion progressive de l'Empire romain durant l'Antiquité tardive, qui correspond à l'histoire de l'Église primitive et qui s'achève au Ve siècle, celle de la conversion de l'« Europe barbare » durant le Haut Moyen Âge, qui correspond à l'histoire du Christianisme nicéen et de la Pentarchie, et se déroule du VIe siècle au Xe siècle, et celle des peuples de l'Europe du Nord, postérieure à la dislocation de la Pentarchie au XIe siècle, qui marque une certaine compétition entre l'Église catholique (qui convertit la Scandinavie et les pays baltes) et l'Église orthodoxe (qui convertit les Caréliens et les peuples voisins des Russes). L'évangélisation procède alors davantage de contraintes subtiles, notamment d'ordre économique, plutôt que de persécutions massives, qui n'en existent pas moins, particulièrement dans le royaume wisigoth, qui couvre l'Espagne et le Sud de la France.
Selon l'historiographie ultérieure de l'Église catholique (dite romaine), celle-ci se confond avec l'Église primitive (l'apôtre Pierre étant le premier Pape), la Pentarchie n'est qu'un abus de langage inauguré par le concile de Chalcédoine, et toutes les autres formes de christianisme sont des hérésies. Cette historiographie définit la notion d'Occident chrétien qui désigne une Chrétienté formée d'États catholiques dont la période carolingienne est la matrice.

## Galerie

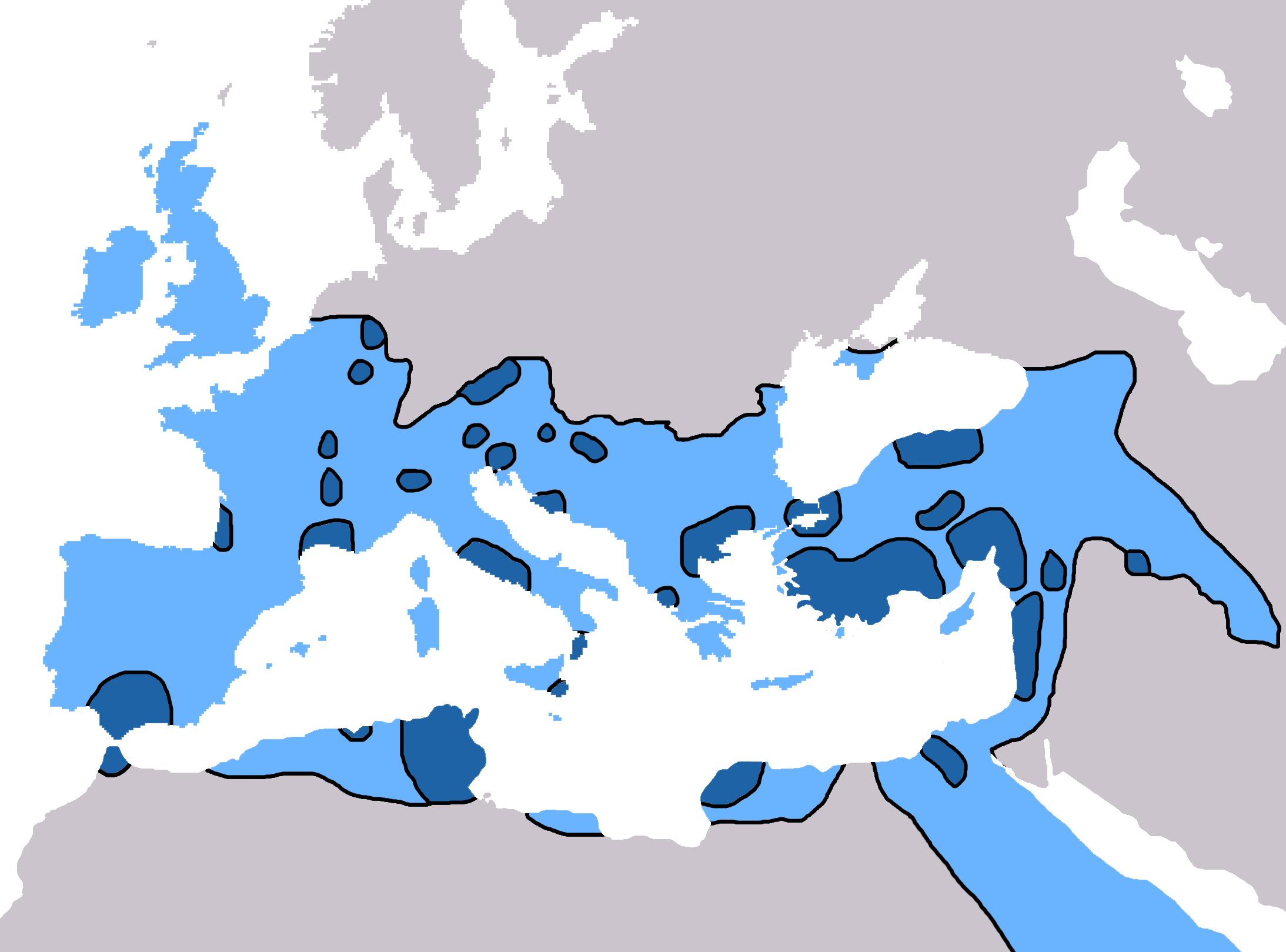
- Expansion du christianisme en 325. - Expansion du christianisme en 600 .
Thèmes byzantins en 1025
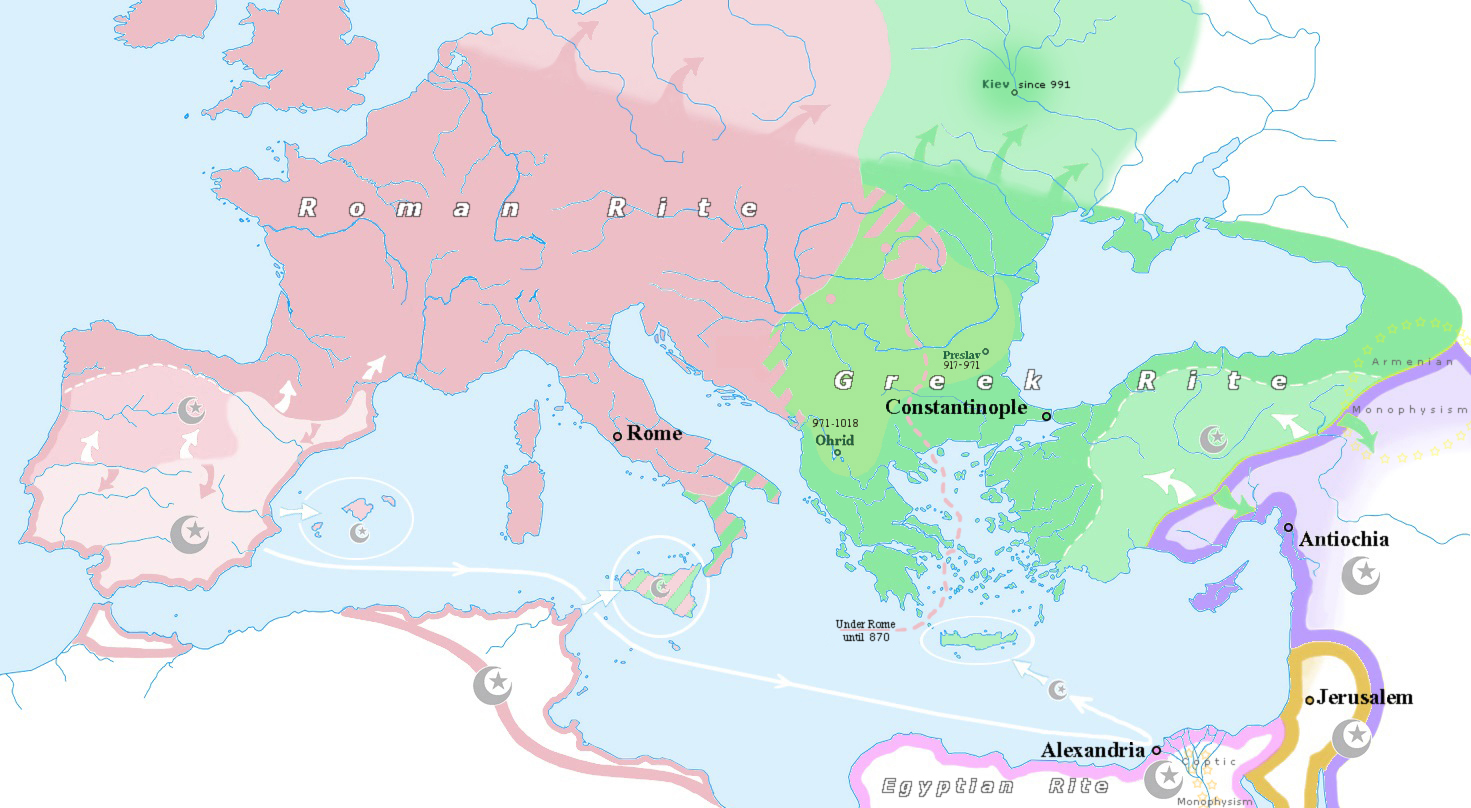
La chrétienté occidentale et orientale au XIe siècle. Intérieur blanc : conquis par les califats islamiques. Liséré blanc : temporairement occupé par les califats ou les émirats islamiques. Flèches : expansion depuis l'an 800.
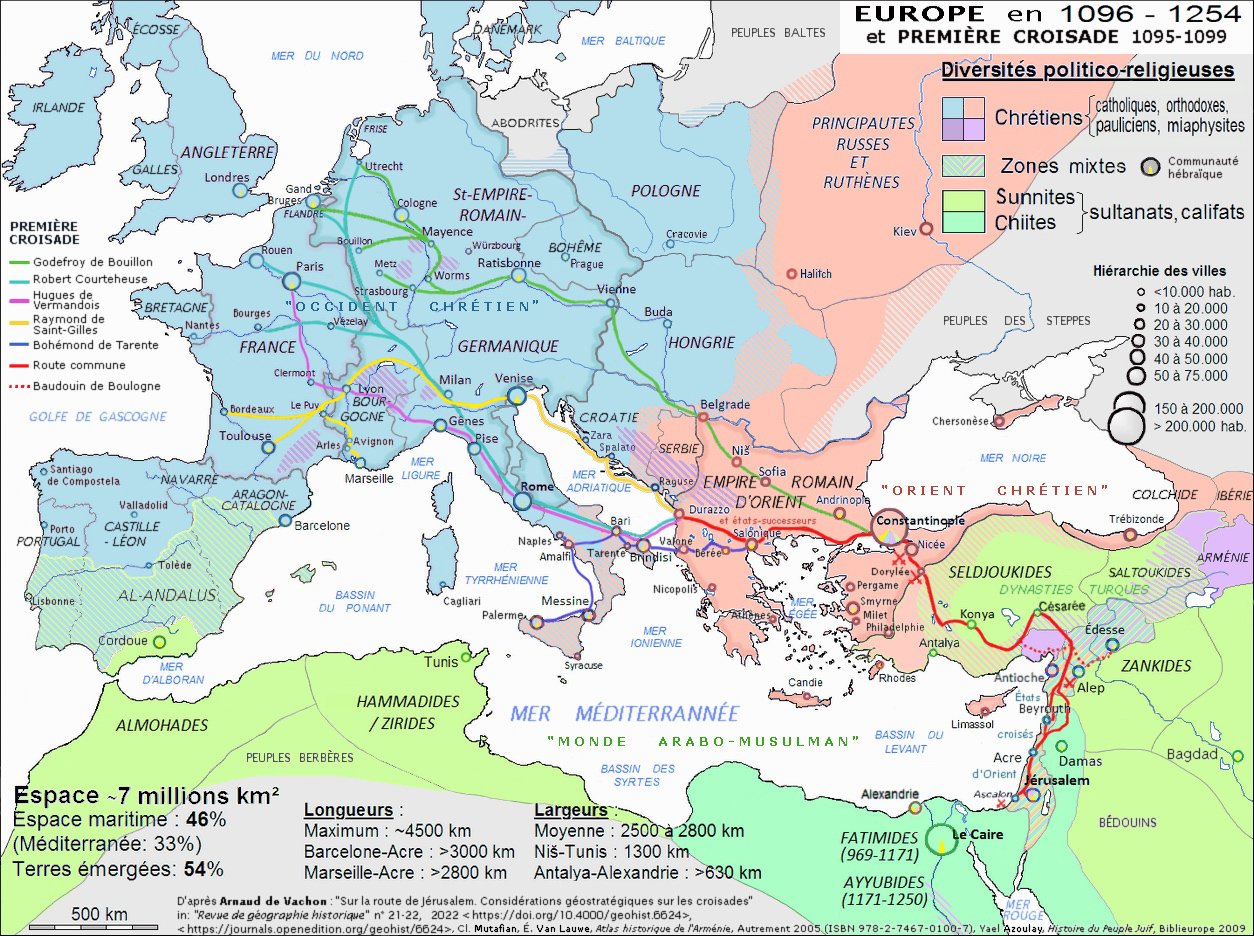
Routes de la première croisade.

## Contexte
Durant l'Antiquité, les chrétiens étaient plus nombreux au Moyen-Orient, plus particulièrement dans les territoires à l'Est de Jérusalem, qu'en Europe : les communautés se situaient en Anatolie, Mésopotamie, Perse, Asie centrale et Inde, et ce, jusqu'au XIe siècle. En Afrique du Nord, il existait des communautés de chrétiens plus ou moins importantes selon les régions depuis l'époque d'Augustin d'Hippone, lequel demandait à ses prêtres de connaître la langue numide, et jusqu'à Djorf Torba où une stèle représentant des maures chrétiens a été retrouvée, par exemple. Dans de nombreuses villes romaines s'étaient constituées les premières Églises. Le christianisme se propage au sein des populations dans les campagnes de l'Empire romain, principalement par l'action de moines de tradition érémitique (du grec « monos » : seul), comme Martin de Tours en Gaule, à la fin du IVe siècle. D'autres ermites itinérants permettent au christianisme de dépasser les frontières de l'Empire, comme Patrick d'Irlande (389-461) en Irlande, au Ve siècle. De plus Tertullien écrit déjà au II-IIIe siècle dans son œuvre Adversus Judaeos « qu'il y a des endroits (dans l'Ouest), qui ne sont pas occupés par les Romains, mais qui se sont rendus au Christ ». Origène (IIIe siècle) parle plusieurs fois dans ses Homélies de chrétiens en Grande-Bretagne.
En interprétant la citation du Christ, « presse-les d’entrer » (Luc 14,23), Augustin d'Hippone (354-430) justifie le recours à l'usage légal de la violence pour forcer les conversions au christianisme.

## L'évangélisation chrétienne durant le haut Moyen Âge

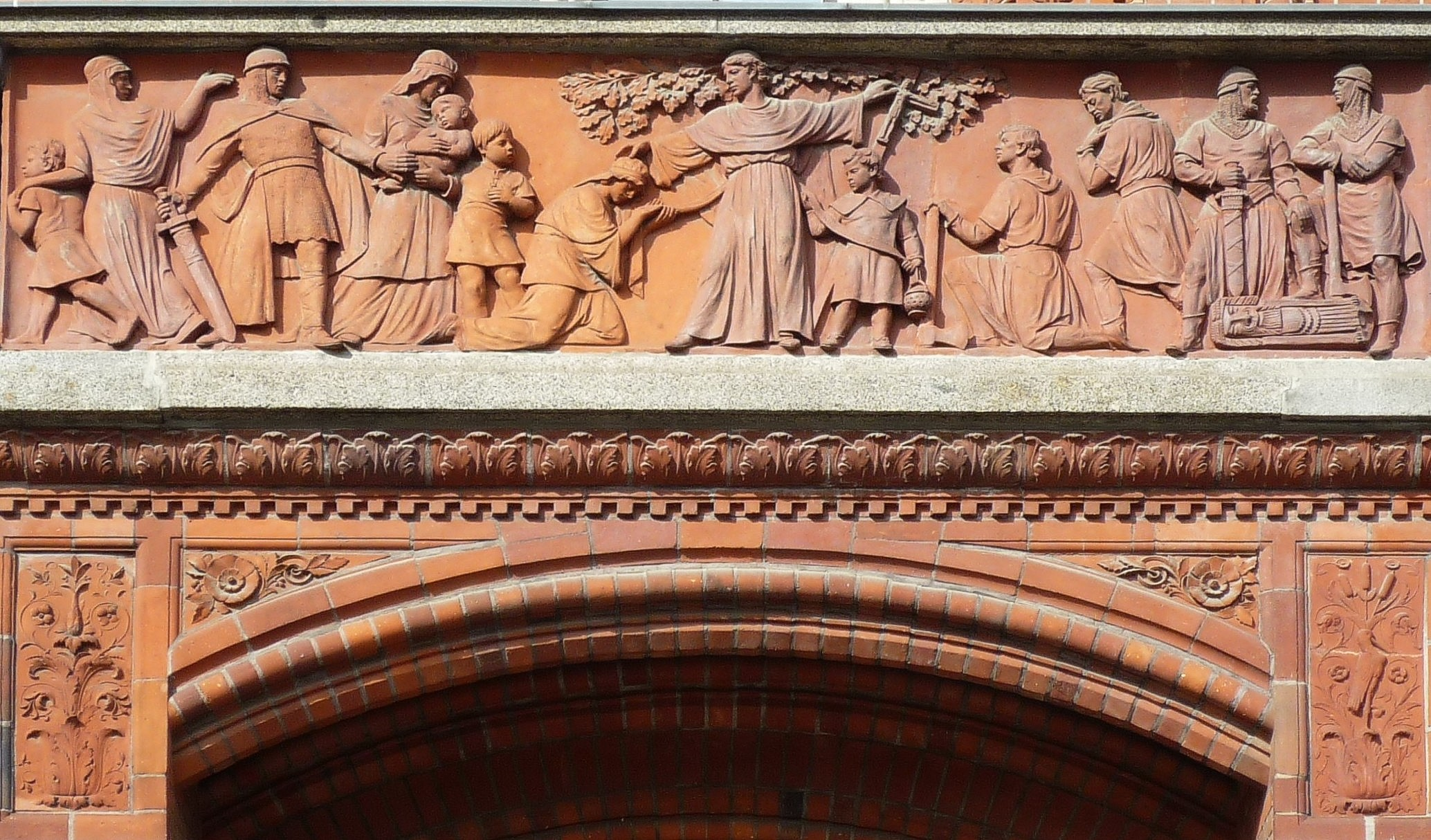
L'évangélisation des Slaves (bas-relief en céramique à Berlin).

Dès le VIe siècle et durant tout le haut Moyen Âge, la « mission chrétienne » se développe aux confins d'un monde chrétien qui avait été jusque-là, à peu de différences près, superposable à l'Empire romain de Constantin Ier : œuvre d'évangélisation effectuée par les « missionnaires » envoyés d'une Église qui s'appuie encore sur l'élan monastique, mais gagne progressivement un caractère « officiel », parfois moins spontané, dû aux mandats et aux soutiens d'une Église organisée, d'un royaume, ou des deux.
Le nom même de « mission » revêt un sens particulier, au moins jusqu'au XVIe siècle, qu'il faut expliquer : il fait référence à l'envoi du « Fils » (le Christ) par le « Père » (Dieu) pour sauver les âmes des Hommes ; le « missionnaire » est donc l'« envoyé » (missus) pour le salut. Une idéologie liée à ce sens se développe, notamment aux VIIe et VIIIe siècles : dans celle-ci, l'action du missionnaire s'inscrit dans le cadre plus vaste de la propagation de la foi et de l'expansion de l'Église nicéenne (dite « catholique » soit « universelle » par l'historiographie ecclésiale romaine) jusqu'aux confins de la terre, dans une perspective eschatologique, qui est celle du salut de l'Humanité entière.
À travers la « mission », l'évangélisation gagne incidemment un caractère « national » plus affirmé : l'évangélisation et la naissance d'une Église peuvent correspondre à la naissance ou à l'affirmation de l'identité d'un peuple (latin gens) chrétien issu d'une nation « barbare » (latin natio). C'est, par exemple, ce que décrit Bède le Vénérable dans son Histoire ecclésiastique du peuple anglais (latin historia ecclesiastica gentis anglorum) achevée vers 732. La notion de « peuple élu », telle qu'elle est exprimée dans l'Ancien Testament, joue un rôle dans cette évolution : ainsi, Bède considère-t-il que son peuple a servi les desseins de Dieu en envahissant les terres des Bretons « touchés par l'hérésie » pélagienne. Encore selon cette idéologie, les Anglo-Saxons ont un autre rôle à jouer en apportant les Évangiles dans les régions d'où ils sont originaires et qui sont demeurées « païennes » : la Frise et la Saxe médiévales.
L'évangélisation devient encore un enjeu politique pour les souverains chrétiens, qui cherchent à accroître leur influence : le rôle des rois francs, appuyés par l'Église depuis le baptême de Clovis à la fin du Ve siècle est aussi important à cet égard pour la Germanie que celui des empereurs d'Orient auprès des Slaves. Le pouvoir temporel sait, au gré des conquêtes et des victoires, appuyer la mission, susciter la conversion de souverains des peuples païens entrés dans sa sphère d'influence, et, lorsque cela s'avère insuffisant, il peut avoir recours à la force pour étendre la chrétienté.
Ainsi, après que les rois mérovingiens ont appuyé l'expansion vers l'Est de leur royaume sur l'expansion de l'Église nicéenne (« catholique ») notamment en Bavière, Pépin le Bref appuie l'action de Boniface en Frise païenne ; il reçoit peut-être le sacre des mains de ce dernier, en 751. À sa suite, Charlemagne se heurte à la résistance des Saxons. Il tente finalement de les convertir par la force, lors de sanglantes campagnes menées à la fin du VIIIe siècle. Ce procédé extrême élimine le paganisme par extermination des réfractaires à la conversion.
Dans tout l'Occident, le rôle « directeur » de l'Église romaine s'affirme, entre autres, à travers la mission. Rome, « siège apostolique », devient le point de départ, ou de « reconnaissance », de plusieurs missions : la mission grégorienne, envoyée en 596 par le pape Grégoire le Grand auprès des Anglo-Saxons dans le Kent, connaît le succès avec le baptême d'Æthelberht, en 610. Ce premier succès de la mission grégorienne est suivi par celui de Paulin, qui obtient le baptême du roi Edwin de Northumbrie. Après s'y être heurtée à l'influence du christianisme irlandais, autre grand fournisseur de missionnaires, l'influence de l'Église romaine l'emporte dans l'Église anglaise.
Des moines anglo-saxons, désireux d'évangéliser les Germains demeurés polythéistes sur le continent, prennent le relais aux VIIe et VIIIe siècles : Willibrord d'Utrecht (mort en 739) est envoyé en Frise en 695 par le pape Serge II. Peu de temps après, Winfrid le suit. Ce dernier se rend à Rome et y reçoit le sacre épiscopal des mains du Pape en 722. Prenant le nom de Boniface, il est sanctifié à la suite de son martyre à Dokkum, en Frise orientale, en 754.
Aux XIe et XIVe siècles, une certaine compétition entre les sphères d'influence franque et byzantine, donc entre les Églises de Rome et de Constantinople, entre en jeu pour convertir les « païens » païens, baltes et slaves. Ainsi se constituent les Églises des Bavarois et des Slaves de l'Ouest (ainsi que la principauté de Carantanie qui compte parmi les Slaves du Sud) sont fondées sous l'aile bienveillante du Pape romain et placées sous l'autorité d'évêques de Salzbourg. En effet, selon le texte de la Conversio Bagoariorium et Carantanorum (du 3e quart du IXe siècle), l'évêque de Salzbourg Virgil envoya vers 757, dans la tradition iro-scote/iro-écossaise respectueuse de la langue des peuples des évangélisés, son évêque auxiliaire Modeste, à la demande du prince de la principauté de Carantanie, Borut, pour y répandre la foi chrétienne. C'est dans ce cadre que fut élaborée la terminologie chrétienne slovène et slave basée sur la terminologie ladine ancienne (la langue romane parlée à l'époque à Salzbourg et langue de la plupart des évangélisateurs en Carantanie, si l'on considère l'origine de leurs noms). Celle-ci fut ultérieurement confirmée dans les premiers écrits slaves et slovènes en alphabet latin (les manuscrits de Freising, allemand : Freisinger Denkmäler, slovène Brižinski spomeniki) élaborée dans le cadre de l’évangélisation à partir du VIIIe siècle et écrits sur « papier » vers la fin du Xe siècle). C'est cette terminologie déjà fortement établie qui fut utilisée ultérieurement par Cyrille et Méthode dans le cadre de leur traduction intégrale de la Bible à Blatnograd, cité slave proche du lac Blato, c'est-à-dire lors de leur mission dite en Grande-Moravie.
Au IVe siècle, Wulfila, évêque goth arien du bas-Danube, évangélise ses compatriotes et crée avec succès un alphabet gotique, tandis que l'apôtre André, nicéen, en fait autant avec les Grecs et les Thraces de la région. Aux IXe et Xe siècles, les Slaves de l'Est, ceux du Sud, puis les Russes, ainsi que l'aristocratie bulgare initialement tengriste, reçoivent le baptême, mais aussi leurs alphabets glagolitique et cyrillique, des missionnaires byzantins : parmi ces derniers, Cyrille et Méthode sont les apôtres majeurs des Slaves. Ils effectuent une première mission en Grande-Moravie à l'initiative de Photius, le patriarche de Constantinople, durant la seconde moitié du IXe siècle (en 862-863). S'ils peuvent y constituer rapidement une Église slavonne, celle-ci est éphémère, en raison de l'absence de soutien de la part de Rome, de la dégradation des relations entre les Églises d'Occident et d'Orient, surtout, à cause de la résistance du clergé germanique à la liturgie byzantine, longue et complexe. Cyrille meurt en 869 et Méthode, en 885. Par la suite, leurs disciples sont chassés par le clergé d'obédience romaine, qui promeut un rite latin plus court et plus simple.
Dans l'art chrétien oriental de l'icône, de la mosaïque et de la fresque, l'iconographie chrétienne joue un rôle pédagogique auprès des populations. Ainsi, la transition d'un art « païen » vers un art chrétien se fait progressivement à travers l'assimilation de Zeus, de Gabeleisos ou de Vélès au Dieu chrétien, et d'Apollon, de Zalmoxis ou de Khors au « Christ pantocrator ». Il est probablement l'indice d'une méthode pour la conversion qu'utilisent les missionnaires, à savoir l'association des principales divinités païennes au « Père » et au Christ en majesté.
En Occident, si des œuvres vernaculaires à caractère missionnaire existent, l'usage exclusif du latin pour la liturgie limite le rôle de l'évangélisation à cet égard, mais là comme dans l'art byzantin, les populations sont réceptives à l'image et l'art évolue. Ainsi, les motifs végétaux typiquement germaniques de la période des migrations des peuples ont tendance à disparaître, en Germanie intérieure, de l'art des Alamans et des Thuringes au VIIe siècle, alors que le christianisme progresse dans leurs régions. Dans l'île de Grande-Bretagne, le poème anglo-saxon du Christ sur la Croix (connu à travers une version datée du IXe siècle) dépeint le martyre et le « triomphe du Christ-Roi ». Ici c'est le dieu-roi Wotan qui se transforme en Christ-Seigneur. Ce poème fait écho à la Croix de Ruthwell, en Écosse, œuvre antérieure quant à elle ornée d'un poème runique sur le même thème.
L'action des missionnaires romains est éclipsée, après la fin du VIIIe siècle, par le rôle des souverains nouvellement convertis, comme en Scandinavie. Dans cette dernière région, le rôle des rois danois, à la suite d'Harald à la Dent bleue baptisé vers 960, est déterminant. En Suède, il faut attendre la dynastie du Götaland pour que le christianisme s'impose dans les années 1060. L'influence politique des rois chrétiens est également déterminante en Bohême-Moravie, en Pologne et en Hongrie : les ducs tchèque Borgivoï, polonais Mièchko et hongrois Vaïk (Voïko) reçoivent le baptême respectivement en 880, en 966 et en 997.
Le modèle du missionnaire du haut Moyen Âge, inspiré par les apôtres, notamment par saint Paul, est promis à un bel avenir dans l'Église catholique : il est l'héritage majeur de la période. Mise en sommeil lorsque les royaumes chrétiens organisent leur Église, l'idéologie qui s'est formée autour de l'action des missionnaires, surtout au VIIIe siècle, perdure dans les monastères.
Elle ressurgit à travers l'idéal de vie apostolique qui connaît un nouvel essor dans les ordres mendiants, Dominicains et Franciscains, à la fin du XIIe siècle. Les premiers, en particulier, prennent le nom de « frères prêcheurs ».

## LeXIIIesiècle
Un nouvel essor de la mission chrétienne se prépare en Occident au XIIe siècle, principalement avec la création de nombreux ordres religieux et avec l'affirmation, à travers l'idéologie de la Croisade, d'un « esprit de conquête » dans l'Église.
Parmi les participants à cette évolution, au début du XIIIe siècle, deux personnalités se distinguent : Dominique de Guzmán et François d'Assise. Reprenant à leur compte l'idéal de vie apostolique dans les ordres qu'ils fondent, ils donnent naissance à deux nouvelles pépinières de missionnaires, dont le champ d'action déborde largement les frontières du monde chrétien.
Les Dominicains, à l'instar de leur fondateur, tournent assez rapidement leur attention vers la lutte contre les hérésies à l'intérieur de l'Occident chrétien. En cela, ils s'illustrent notamment par une action d'évangélisation des campagnes, que leur rôle ultérieur dans l'Inquisition a pu ternir mais ne doit pas faire oublier.
Les Franciscains, quant à eux, commencent à s'ouvrir à des cultures non-chrétiennes avec le monde musulman, dans l'Espagne chrétienne et mozarabe. De là, ils lancent des missions en Afrique du Nord, non sans avoir développé la connaissance et l'usage de la langue arabe, mais aussi du Talmud (Raymond Lulle). Ils ont ainsi leurs premiers martyrs.
L'Ordre de Cîteaux dépêche un « évêque missionnaire » nommé Christian pour organiser les croisades baltes visant à évangéliser les Vieux-Prussiens et les peuples baltes avec l'appui des ordres militaires germaniques. Lui et l'Ordre teutonique trouvent un allié séculier en 1222 en la personne de Conrad Ier de Mazovie, qui leur permet de s'installer dans la basse-Vistule.
Après 1233, lorsque les Mongols font irruption aux confins des mondes chrétien et musulman, des frères prêcheurs (dominicains) se trouvent aux avant-postes, envoyés par la Hongrie auprès des premières victimes de la Horde d'or. Ayant réussi à convertir certains des voisins orientaux des Russes (les Coumans), ils jouent le rôle d'ambassadeurs de l'Occident auprès des khans, non sans que certains d'entre eux connaissent la déportation ou le martyre.
Après le concile de Lyon (1245), plusieurs émissaires des deux ordres sont envoyés par le Pape Innocent IV pour aider les chrétiens des Églises lointaines. Suivant les voies vers l'Orient que ces derniers ont été parmi les premiers à explorer, la mission de ces deux ordres se porte ensuite en Asie, dans le Caucase, en Perse et jusqu'en Chine ou en Inde. Ces « missionnaires-ambassadeurs » évangélisent et constituent de nouvelles Églises, comme chez les Alains de Crimée ou dans certains khanats mongols.
Les contacts qui ont lieu entre les envoyés du pape, Jean de Plan Carpin, en 1244, ou du roi de France Louis IX, Guillaume de Rubrouck, en 1253, sont infructueux du point de vue de l'évangélisation. Mais ces deux franciscains rapportent de précieux renseignements sur l'organisation des Mongols, et suscitent un certain engouement de leurs confrères pour la mission lointaine.
En Chine, la mission de Jean de Montecorvino, envoyée en 1289, découvre un noyau chrétien nestorien qui subsistait chez les Öngüts, sans contacts avec les Églises occidentales ; c'est aussi le cas de l'Église nicéenne d'Abyssinie en Afrique. Jean de Montecorvino fonde l'Église de Pékin (ou Khambaliq), dont il devient l'évêque, après avoir converti un certain nombre de Chinois et de Mongols. Plusieurs frères franciscains viennent le rejoindre pour poursuivre la mission.

## La fin du Moyen Âge
Le succès des entreprises missionnaires du XIIIe siècle est cependant limité dans le temps. L'isolement de ces Églises « lointaines », ou encore l'hostilité des pouvoirs locaux au christianisme, finit par avoir raison de la majorité de leurs fondations, durant les XIVe et XVe siècles.
Une nouvelle ère s'ouvre pour l'évangélisation à la fin du Moyen Âge, en 1492, avec l'achèvement de la Reconquista par la prise de Grenade, en Espagne et avec la découverte de l'Amérique, bientôt suivie de sa conquête.
En 1453, c'est la chute de Constantinople, la disparition de l'empire byzantin (396-1453), la reprise en force des guerres ottomanes en Europe, certes avec les apports byzantins à la Renaissance italienne.

## Chronologie
- Vers 300 : évangélisation de l'Arménie
- 312 : conversion au christianisme de Constantin Ier
- 341 : l'arien Wulfila, ou Ulfilas, est sacré évêque des Goths à Constantinople
- Vers 400 : évangélisation de l'Éthiopie, des Balkans, du Caucase
- 400-410 : fondation de l'abbaye de Lérins par saint Honorat
- 430 : en Irlande, le christianisme est introduit par saint Patrick qui deviendra le saint patron de l'île (fin de l'évangélisation de l'île en 444).
- 431 : le pape de Rome Célestin de Rome envoie son diacre Palladius en Irlande qui en devient le premier évêque.
- 450 : saint Patrick fonde l'évêché d'Armagh en Irlande
- 496 : baptême de Clovis, roi des Francs, avec trois mille guerriers à Reims
- 596 : Augustin de Cantorbéry, envoyé par le pape Grégoire Ier, arrive dans le royaume du Kent, en Grande-Bretagne, pour convertir les Anglo-Saxons au christianisme.
- 597 : baptême du roi Æthelbert, puis de dix mille guerriers dans le Kent
- début du VIIe siècle : évangélisation des Alamans et de la Frise occidentale par les Francs
- 618-625 : mission de Paulinus en Northumbrie et baptême du roi Edwin
- 678 : débuts de l'évangélisation de la Frise par Wilfrid d'York
- 690 : Willibrord d'Utrecht, disciple de Wilfrid d'York, évangélise les Frisons.
- 695 : fondation de l'évêché d'Utrecht.
- 719 : mission de Winfrid (saint Boniface) en Frise
- 722 : saint Boniface est sacré évêque à Rome par le pape Grégoire II ; il reçoit la mission d'évangéliser la Bavière, la Hesse et la Thuringe.
- 739 : mort de Willibrord d'Utrecht
- 754 : martyre de saint Boniface à Dokkum, en Frise orientale
- 757 : mission de l'évèque auxiliaire Modestus de Carinthie (de) (720c-770c) en Carantanie slave/slovène avec son centre à Maria Saal / slovène Gospa Sveta dans la Carinthie actuelle
- 782–802 : conquête et pacification de la Frise orientale et de la Saxe par Charlemagne ; des révoltes païennes sont durement réprimées
- 826 : baptême de Harald Klak, rois des Danois, chez les Francs
- 830 : débuts de l'évangélisation de la Suède par des esclaves chrétiens ramenés par les Vikings à Birka, près de Stockholm
- 860 : ambassade de Cyrille auprès des Khazars, convertis au judaïsme
- 862–863 : mission de Cyrille et Méthode de Salonique en Grande-Moravie ; fondation de l'Église slavonne
- 864 : baptême de Boris Ier de Bulgarie et des boyards bulgares, jusque-là tengristes
- 869 : mort de Cyrille à Rome (le 14 février) ; Méthode est nommé évêque de Pannonie
- 885 : mort de Méthode ; ses disciples sont chassés par le clergé de rite romain et se réfugient dans les Balkans auprès de Boris Ier de Bulgarie
- 957 : baptême de la princesse de Kiev Olga ; première mission en Russie
- 966 : baptême du duc de Pologne Mieszko Ier
- 981 : baptême collectif des habitants de Kiev
- 989 : baptême à Cherson en Crimée, alors byzantine) du prince russe Vladimir Ier
- 1000 : l'Islande embrasse le christianisme lors d'une réunion de l'Althing
- 1008 : baptême du roi suédois Olof Skötkonung
- 1050 : victoire byzantine sur les Magyars : baptême de plusieurs de leurs chefs transylvains, mais la royauté hongroise est affiliée à l'Église romaine depuis le baptême de Vaïk (Voïko) en 997
- vers 1060 : la dynastie du Götaland impose le christianisme en Suède
- 1077 : mort de saint Léonce, apôtre de Rostov ; conversion des tribus slaves de l'est, entre Novgorod et Kiev
- 1095 : appel à la première croisade par le pape Urbain II à Clermont
- 1157 : la première « croisade » suédoise en Finlande impose le christianisme chez les peuples du grand-nord (d'autres ont lieu en 1191 et 1202)
- 1223 : mission envoyée par les Hongrois auprès des Coumans après une victoire mongole : fondation du diocèse catholique de Milkó
- 1226 : bulle d'or de Rimini qui permet aux chevaliers Teutoniques de garder pour eux les territoires des peuples baltes et estes qu'ils forcent à adopter le catholicisme
- 1244 : premiers contacts entre le pape et les Mongols, mission de Jean de Plan Carpin
- 1253 : mission de Guillaume de Rubrouck chez les Mongols
- 1289 : mission de Jean de Montecorvino en Chine
- 1250 : fondation d'une école de langues par le dominicain Raymond Martin
- 1396 : mort d'Étienne de Perm, évangélisateur orthodoxe des Komis (Zyrianes) et autres peuples du Nord-Est russe
- 1308 : le pape nomme Jean de Montecorvino évêque de Pékin (Beijing)
- 1318 : création de la province ecclésiastique catholique de Sultanieh au sud de la mer Noire par le pape Jean XXII (à ce moment les populations riveraines sont d'obédience orthodoxe)
- 1368 : répression des chrétiens par les Ming en Chine
- 1555 : Gurij nommé évêque des Tatars de Kazan